# Vanessa Chinitor
Vanessa Chinitor est une chanteuse belge née le 13 octobre 1976 à Termonde.
Elle représenta la Belgique au Concours Eurovision de la chanson en 1999 avec la chanson Like the wind et termina 12e à égalité avec le Royaume-Uni (sur 23) avec un total de 38 points.
Elle retenta la sélection belge en 2006 mais ne fut pas retenue.